# Макај
Макај (енгл. Mackay) је град Аустралији у савезној држави Квинсленд. Према попису из 2006. у граду је живело 66.874 становника.

## Становништво
Према попису, у граду је 2006. живело 66.874 становника.
| 1991.  | 1996.  | 2001.  | 2006.  |
| ------ | ------ | ------ | ------ |
| 40,250 | 44,880 | 57,649 | 66,874 |